# Oostelijke uitbreiding van Brussel

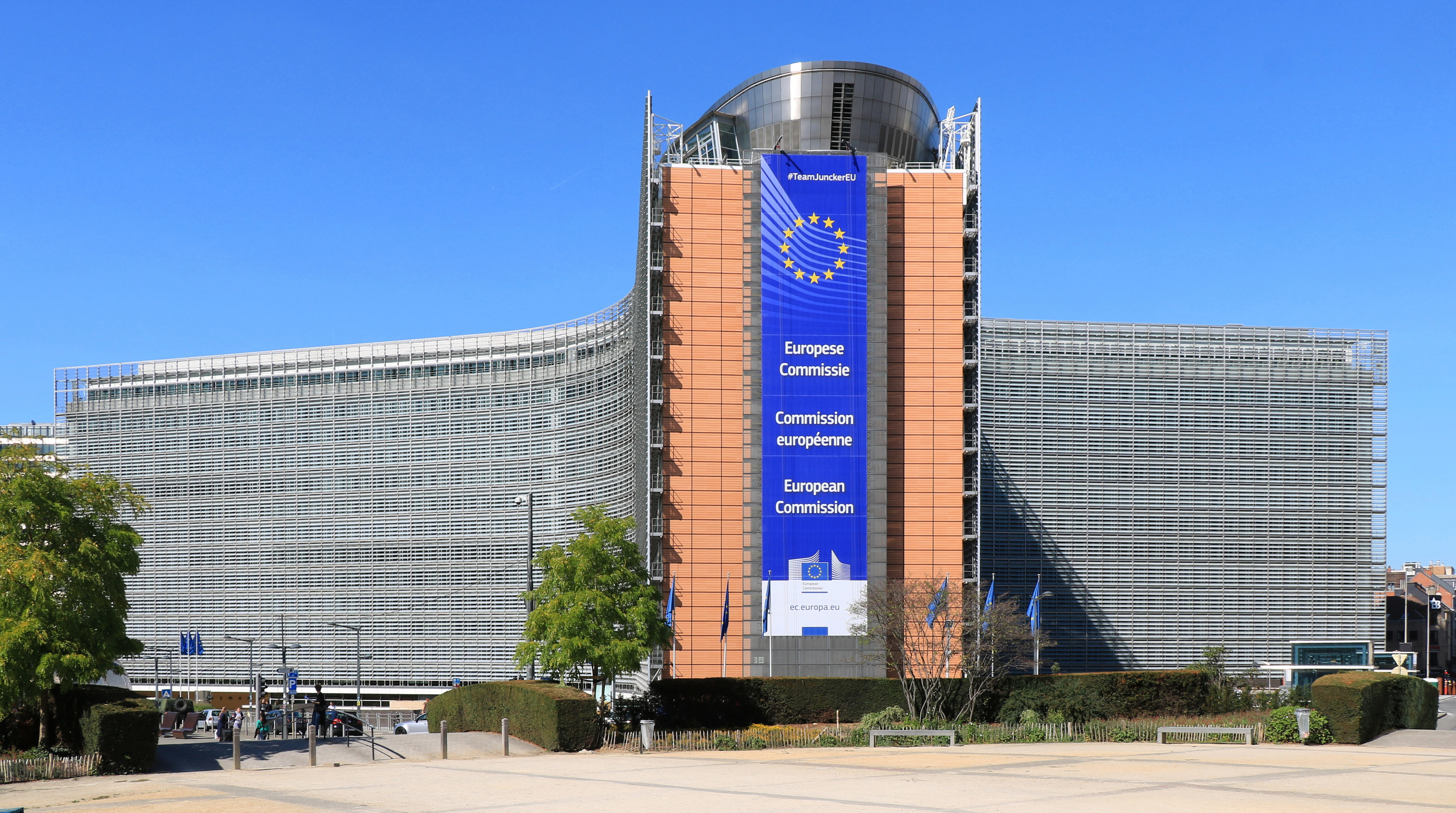
Berlaymontgebouw

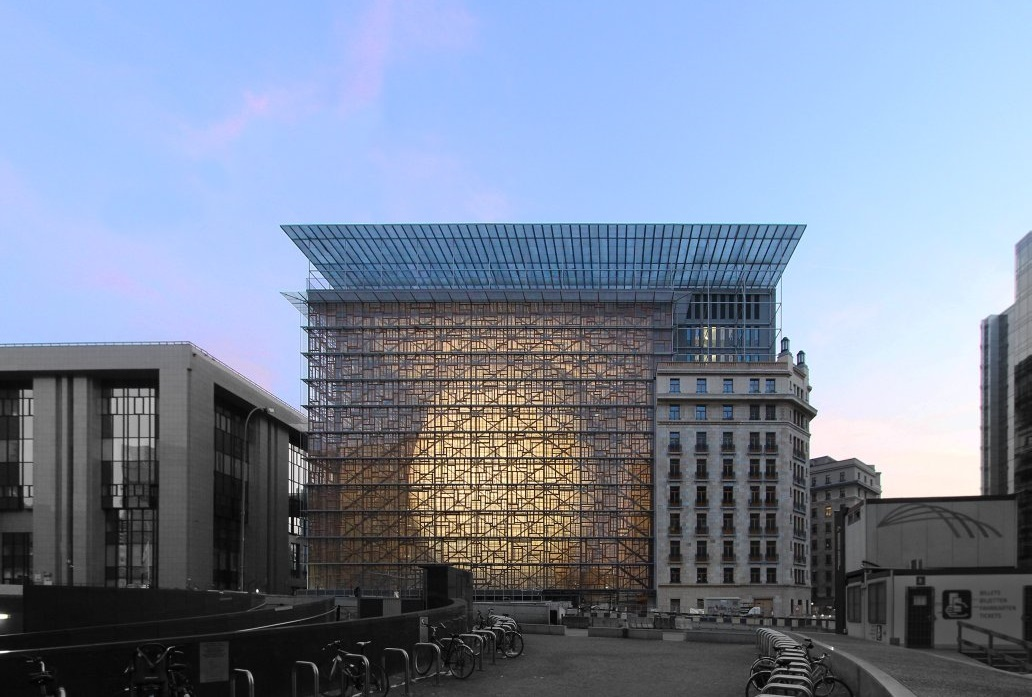
Europagebouw

De oostelijke uitbreiding van Brussel of Europese Wijk (Frans: Quartier européen) is een gebied in het Brussels Hoofdstedelijk Gewest dat toebehoort aan de Belgische gemeente Brussel-stad, gelegen ten oosten van de Vijfhoek.

## Locatie
De oostelijke uitbreiding van Brussel begint aan de Kleine Ring in de buurt van het Warandepark en loopt tot aan het Jubelpark in het westen. Het gebied omvat twee wijken: de Leopoldswijk en de wijk van de Squares. Ten noordwesten van het gebied ligt Sint-Joost-ten-Node, ten noordoosten ligt Schaarbeek, ten zuidoosten ligt Etterbeek, ten zuidwesten ligt Elsene en ten westen ligt de Vijfhoek van de gemeente Brussel.
In het westen wordt het gebied begrensd door de Kleine Ring van Brussel met de Marnixlaan en de Kunstlaan. In het noordwesten met Sint-Joost-ten-Node zijn dat de Liefdadigheidsstraat, Hamerstraat, Tweekerkenstraat, Verviersstraat, Spastraat, Gildenstraat, (...), Kardinaalsstraat en Leuvensesteenweg. In het noordoosten met Schaarbeek zijn dat de Leuvensesteenweg en Notelaarsstraat. In het zuidoosten met Etterbeek zijn dat de Ridderschapslaan, door het Jubelpark, Nerviërslaan, Belliardstraat, Steenweg op Etterbeek en de Maalbeeklaan. In het zuidwesten met Elsene zijn dat onder andere de Waverse Steenweg, Vautierstraat, Wiertzstraat, Montoyerstraat, Aarlenstraat, Luxemburgplein, Luxemburgstraat, De Meeûssquare, Parijsstraat, Troonstraat, Esplanadestraat en Marsveldstraat.
Het gebied wordt doorkruist door twee hoofdwegen: de Wetstraat en de Belliardstraat.
Het gebied van de oostelijke uitbreiding wordt doorsneden door het dal van de Maalbeek. Ten oosten hiervan ligt het plateau van Linthout.

## Geschiedenis

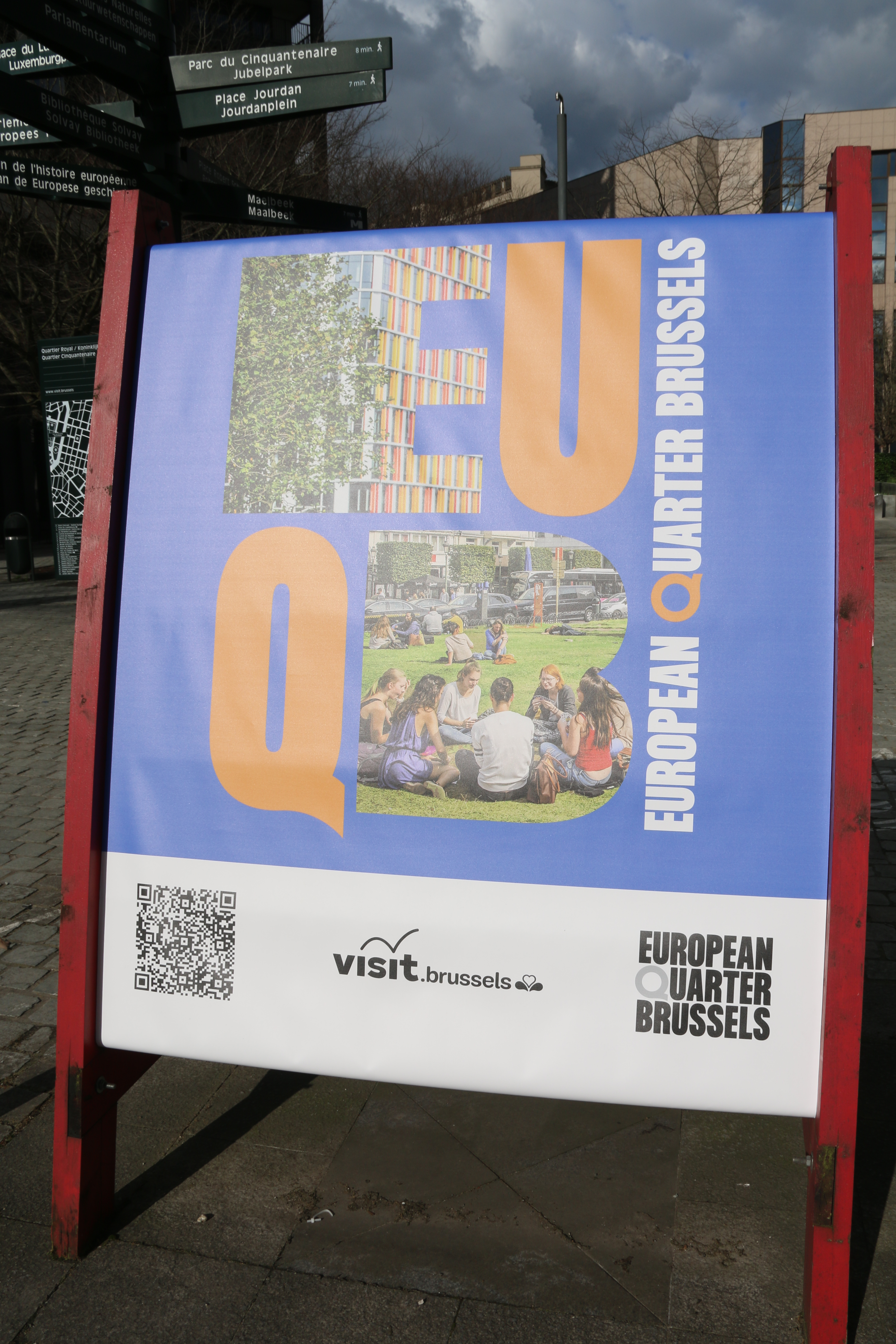
Campagne 'European Quarter Brussels'

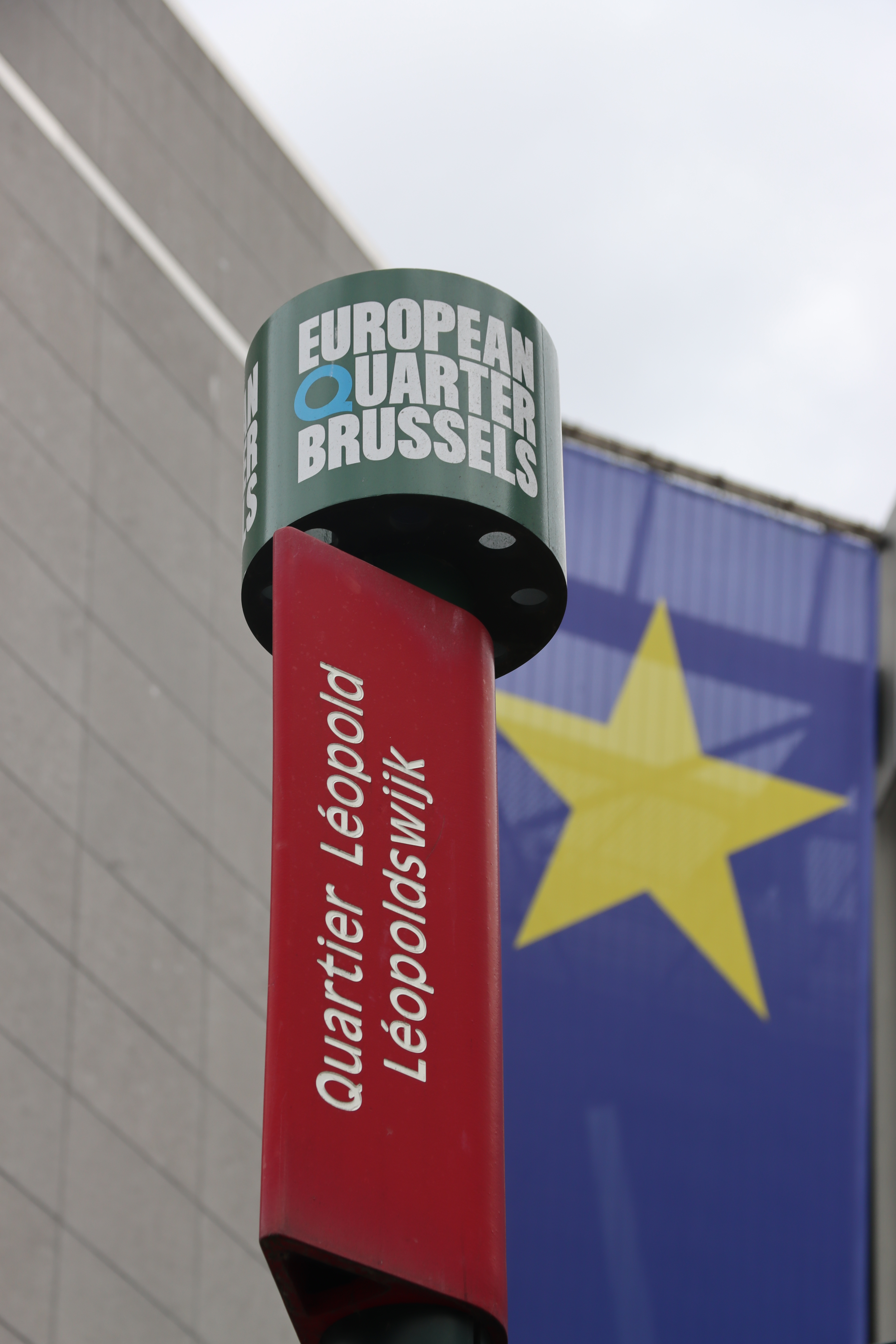
European Quarter Brussels

In 1837 werd door Tieleman Franciscus Suys de Leopoldswijk ontworpen. Deze voorstadswijk lag op het grondgebied van Sint-Joost-ten-Node en werd aangelegd door de privémaatschappij Société civile pour l'Agrandissement et l'Embellissement de Bruxelles. Deze wijk liep destijds tot aan de Etterbeeksesteenweg met daar parallel aan de vallei van de Maalbeek die een natuurlijk obstakel vormde. In het gebied van de wijk van de Squares ten noordoosten van de Leopoldswijk was er halverwege de 19e eeuw nog geen stadsontwikkeling gaande.
In 1845 stelde men voor om over de Maalbeekvallei een brug van zeven bogen en 350 meter lang te bouwen in het verlengde van de Wetstraat. Aan de overzijde van de brug zou een plein worden aangelegd met twee vertakkingen. De tak naar het zuidoosten (de Oudergemlaan) zou uitkomen op de Waversesteenweg. De tak naar het noordoosten (werd de Kortenberglaan) zou dan uitkomen op de Leuvensesteenweg. In 1847 kwam er een crisis en het voorstel werd in 1852 herzien: de brug kreeg maar één boog en de rest zou worden opgehoogd. Op 8 mei 1852 werd per collegiaal besluit dit plan goedgekeurd.
Ook werd er in 1852 voor gekozen om een nieuw exercitieplein aan te leggen, omdat de stad verplicht was er een te hebben voor het garnizoen, hiervoor koos men de locatie ten oosten van het plein ten oosten van de brug over de Maalbeek (de site van het latere Jubelpark). In 1852-1856 vonden de werkzaamheden plaats waarbij het terrein werd genivelleerd, riolering werd aangelegd en rondom brede bomenlanen werden aangelegd.
Met de wet van 7 april 1853 kon de stad Brussel het gebied van 194 hectare annexeren, het gebied van de Leopoldswijk en het gebied daar ten noordoosten van, de toekomstige Noordoostwijk. Met deze annexatie verloor Sint-Joost-ten-Node 58% van haar grondgebied, Etterbeek verloor het gebied van het exercitieterrein en Schaarbeek verloor een strook grond bij de Notelaarsstraat. De stad Brussel ging in datzelfde jaar aan de slag om de Maalbeek (tussen de Belliardstraat en de vijver van de Maria-Louizasquare) te kanaliseren en te overwelven. In de twintig jaar die volgden werden er verschillende plannen bedacht en uitgewerkt waarbij er twee obstakels waren: de grote vijver en de spoorlijn.
In 1872 werd de gehele Maalbeek gekanaliseerd.
In 1874 werd architect Gédéon Bordiau aangesteld voor het ontwerp van de wijk van de Squares. In 1875 werd het ontwerp van Bordiau goedgekeurd en begonnen de werken.
In 1866 was er reeds voorgesteld dat het exercitieplein een park werd met een Nijverheidspaleis. Op 1 februari 1875 kwam de stad Brussel en de Staat overeen om het exercitieveld te verplaatsen naar het gebied ten zuidoosten van de Kazerne Luitenant-generaal Baron de Witte de Haelen en de Kazerne Majoor Géruzet, terwijl het oude exercitieveld werd ingericht als park en er een monumentaal bouwwerk zou worden opgericht. In 1876 verliet het garnizoen het terrein en in 1877 werd een voorstel ingediend om hier in 1880 een nationale tentoonstelling te organiseren ter ere van 50 jaar onafhankelijkheid van België. Als onderdeel van dit project werd de Triomfboog van het Jubelpark gebouwd, met aan weerszijden twee paviljoenen.
In de jaren 1880 was de wijk ten oosten van de Kortenberglaan nog niet aangelegd en de stad Brussel maakte zich hierover zorgen. Zij stelde in 1889 daarom voor om de militaire school te vestigen in dit deel van het gebied, waarmee ze dan vertrok uit de Abdij Ter Kameren. Dit gebied lag niet ver van de Nationale Schietbaan die in 1889 (ook) op het Linthoutplateau was aangelegd. In 1895 koos de minister van Oorlog definitief voor de locatie in het oosten van de Noordoostwijk aan de Renaissancelaan en in 1899 werden de terreinen hiervoor aangeworven.
In 1888 organiseerde men in het Jubelpark de Grote Internationale Wedstrijd voor Wetenschap en Nijverheid.
In 1897 organiseerde men in het Jubelpark de Wereldtentoonstelling van 1897.
In 1913 werd de oostelijke uitbreiding verder uitgebreid met het Leopoldpark.
In de 20e eeuw vestigden verschillende organisaties van de Europese Unie in Brussel zich in de Leopoldswijk (Raad van de Europese Unie in het Justus Lipsiusgebouw, Lexgebouw en Europagebouw, de Europese Commissie in het Berlaymontgebouw en Karel de Grotegebouw, The One, Van Maerlantgebouw, Congrescentrum Albert Borschette, het Europees Parlement aan de Leopoldruimte met het Paul-Henri Spaakgebouw, het Altiero Spinelligebouw, het Willy Brandtgebouw, het József Antallgebouw, het Wilfried Martensgebouw en het Stefan Zweiggebouw, het Comité van de Regio's en het Europees Economisch en Sociaal Comité in het Jacques Delorsgebouw en het Bertha von Suttnergebouw, de Europese dienst voor extern optreden in The Capital,...)
EU-bezoekerscentra en musea in de wijk zijn het expocentrum Experience Europe van de Commissie aan het Schumanplein, het Huis van de Europese Geschiedenis aan het Leopoldpark en het Parlementarium aan de Leopoldruimte.
In november 2023 werd de campagne European Quarter Brussels voorgesteld, een strategie met nieuwe merkidentiteit om de wijk te promoten en om te bouwen tot meer dan louter een kantorenwijk. 